# Жан Епштейн
Жан Епштейн (фр. Jean Epstein; 25 березня 1897, Варшава — 2 квітня 1953, Париж) — французький кінорежисер, теоретик, критик.

## Біографія
Жан Эпштейн народився 1897 році у Варшаві. Більшу частину свого життя провів у Франції, де з 1922 року і почав свою творчу діяльність в кіно.
Брат сценариста і режисера Марі Епштейн (1899–1995).

## Творчість
Жан Епштейн один з перших французьких режисерів спробував підійти до кінематографу з точки зору теорії і визначити його місце серед інших мистецтв. Його перша книга «Поезія сучасності — новий етап в розвитку свідомості» вийшла у 1921 році, а остання, «Дух кіно» видана посмертно у 1955-му.
Основні положення естетичної концепції Епштейна склалися під найсильнішим впливом інтуїтивізму і сюрреалізму.
Епштейн зробив спробу застосувати теорію «тривалості» Бергсона, до аналізу кіномистецтва. Він стверджує, що кіно, на відміну від інших мистецтв, здатне передати потік буття. Кіно звільняє сприйняття від схематики інтелекту, повертаючи сучасній людині безпосереднє і наївне почуття життя.
На початку своєї творчої діяльності Ж. Епштейн, перебуваючи під сильним впливом Л. Деллюка, прагнув наслідувати його і наслідувати принципи «фотогенії». Прикладом можуть служити дві його перші стрічки — «Вірне серце» і «Прекрасна нівернезка». До постановки цих фільмів він працював асистентом у режисера Ж. Бенуа-Леві.
«Вірне серце» (1923) прийнято вважати найбільш характерним фільмом, що відбиває програмні установки Епштейна.
Продовжує свої пошуки Епштейн у «Прекрасна нівернезка». В цьому фільмі можна помітити характерні риси нового напряму, названого з легкої руки Марселя Л'Ерб'є «Авангардом» французького кіно.

## Фільмографія
- 1922 — Пастер / Pasteur, спільно з Жном Бенуа-Леві
- 1922 — Червона таверна / L'auberge rouge
- 1923 — Вірне серце / Coeur fidèle
- 1923 — Прекрасна нівернезка / La Belle Nivernaise
- 1924 — Лев моголів / Le lion des mogols
- 1924 — Краплі крові / Une goutte de sang
- 1924 — Афіша / L'affiche
- 1926 — Пригоди Робера Макера / Les Aventures de Robert Macaire
- 1926 — Мопра́  / Mauprat
- 1927 — Шість і десять з половиною / Six et demi onze
- 1928 — Падіння дому Ашерів / La chute de la maison Usher
- 1929 — Кінець землі / Finis terrae
- 1931 — Золото моря / L'or des mers

…
- 1947 — Хазяїн вітрів / Les Tempestaire
- 1948 — Вогні моря / Les Feux de la mer

## Твори
- Le cinématographe vu de l'Etna. P., 1929
- La photogénie de l'impondérable. P., 1935
- Esprit du cinéma. P., 1955.